# Risto Laakkonen
Risto Laakkonen, finski smučarski skakalec, * 6. maj 1967, Kuopio, Finska.    
V svetovnem pokalu je debitiral v 1985/86 v Harrachovu, sezono pa je končal z osmimi točkami. V naslednjih sezonah je bil vedno pri vrhu v svetovnem pokalu. V sezonah 1988/89 in 1989/90 je zmagal na tekmi v Thunder Bayu. V slednji je osvojil prestižno Novoletno turnejo, čeprav ni zmagal na nobeni izmed štirih tekem turneje. V tej sezoni je bil skupno sedmi.
Ostale vrhunske uspehe je dosegal s finsko ekipo. Na svetovnem prvenstvu v Lahtiju je z ekipo postal svetovni prvak, dve leti kasneje v Val di Fiemmeju pa podprvak. Na olimpijskih igrah v Albertvillu leta 1992 je pravtako z ekipo osvojil zlato medaljo. Po koncu olimpijske sezone je zaključil kariero.

## Dosežki

### Zmage
| Sezona  | Država/Prizorišče |
| ------- | ----------------- |
| 1988/89 | Thunder Bay       |
| 1989/90 | Thunder Bay       |